# تیم‌اسپیک
تیم‌اسپیک (به انگلیسی: TeamSpeak) (به اختصار: TS) یک نرم‌افزار ارتباطی از طریق پروتکل صدا بر روی اینترنت است که به کاربران اجازه می‌دهد با سایر کاربران همانند تلفن صحبت کنند. بسیاری از کاربران هنگام صحبت از هدست و میکرفون جهت این کار بهره می‌برند. معمولاً جهت ارتباط شما باید به یک سرور برای ارتباط متصل شوید. این نرم‌افزار در پلت‌فرم‌های مختلف در دسترس است. بیشتر کاربران تیم‌اسپیک گیمرها هستند که از این نرم‌افزار برای برقراری ارتباط بلادرنگ با دیگران استفاده می‌کنند.سرور تیم اسپیک از پورت UDP جهت انتقال پاکت ها حامل صدا و از پورت TCP برای انتقال فایل ها استفاده می کند.

## سرور
سرور تیم‌اسپیک به عنوان یک سرور اختصاصی روی لینوکس، مک‌اواس، مایکروسافت ویندوز و فری‌بی‌اس‌دی اجرا می‌شود و از رابط کاربری مبتنی بر کلاینت یا رابط خط فرمان برای کنترل مدیریت و پیکربندی سرور استفاده می کند.

## تیم اسپیک کلایت (Client)
در دوشنبه 14 اکتبر 2019 (22 مهر 1398) تیم‌اسپیک یک نسخه کاملاً بازسازی شده نرم افزار مشتری خود را منتشر کرد. 
در ابتدا نام اصلی کلاینت جدید TeamSpeak 5 بود. اما کلاینت جدید آنها بدون شماره نسخه منتشر شده است و فقط "TeamSpeak" نام دارد. 
از جمله ویژگی مدرن این نسخه، چت جهانی، رابط کاربری کاملاً پاسخگو، سرورهای صوتی رایگان و پیشرفت
در عملکرد برنامه.

### TeamSpeak 3
TeamSpeak 3 از سال 2004 در حال توسعه است. این یک بازنویسی کامل از TS2 با بسیاری از ویژگی های جدید بود.

### کیفیت صدا
کیفیت صدا در این برنامه قابل تنظیم است، به طوری که با تغییر در تنظیمات اتاق مورد نظر، کاربران می توانند کیفیت صدا را تنظیم کنند.

## تحریمات
در سال 2019 تیم اسپیک به دلیل استفاده نادرست ایرانیان از برنامه (استفاده بیش از حد نسخه های غیر رسمی) افرادی که از آی پی ایران به برنامه متصل می شوند تحریم کرد به صورتی که ایرانیان دیگر دسترسی به لیست سرور های جهانی ندارند، اما همچنان قادر به استفاده از این برنامه هستند.

## منابع

لوگو برنامه تیم اسپیک (2022)